# 内萨瓦尔科约特尔

“内萨瓦尔科约特尔”的纳瓦特尔语象形文字

内萨瓦尔科约特尔（意为 “禁食的郊狼”或“饥饿的郊狼”；1402年4月28日-1472年6月4日）是前哥伦布时期城邦特斯科科的君主（即特拉托阿尼），同时也是哲学家、战士、建筑师、诗人。 他并非墨西加人，而是阿科尔瓦人。阿科尔瓦人和墨西加人同属纳瓦人的一支，居住在特斯科科湖东岸。 
他是一位作品闻名于世的诗人。另外，据说他建立了一座庙，其中禁止活人献祭。但他本人并不反对在其他神庙里举行人祭活动。

## 早年
内萨瓦尔科约特尔是伊斯特利尔索奇特尔一世与马特拉西瓦特辛（阿兹特克帝国第二位君主维齐利维特尔之女）之子，出生时曾以阿科尔米斯特利·内萨瓦尔科约特尔（Acolmiztli Nezahualcoyotl）为名。虽然他生为王位继承人，但在少年时期并未享受到应有的荣耀。他的父亲不甘心为强大的城邦阿斯卡波特萨尔科纳贡，率特斯科科反叛，最终不敌，并在1418年被围攻致死。而年仅十五岁的内萨瓦尔科约特尔在一旁目睹了父亲的死亡。
因阿斯卡波特萨尔科君主特索索莫克最终占领了特斯科科，内萨瓦尔科约特尔被迫流亡至韦索钦科，并于1422年重返特诺奇蒂特兰。在特诺奇蒂特兰，他对当地的教育、文化和政治等方面有了一些了解，这影响了其之后对特斯科科的统治。在特索索莫克之子马斯特拉成为阿斯卡波特萨尔科君主之后，内萨瓦尔科约特尔回到了特斯科科。但在后来得知马斯特拉蓄意谋害他时，他不得不开始第二次逃亡。

## 收复特斯科科
在特诺奇蒂特兰君主伊兹科瓦特尔得到韦索钦科的援助，并向阿斯卡波特萨尔科宣战时，内萨瓦尔科约特尔与当时最重要的几座城市——特诺奇蒂特兰、特拉科潘、特拉特洛尔科、韦索钦科、特拉斯卡拉和查尔科结盟，加入了这场战争。
在这场战争中，内萨瓦尔科约特尔拥有来自联合军的至少10万余名将士。这些将士一开始兵分三路，后在一次战略转移中会合，并又分为两路。内萨瓦尔科约特尔率领一支队伍攻入特斯科科，并在两支队伍再次会合时将其夺回。最终，两支队伍攻破阿斯卡波特萨尔科。
胜利之后，特斯科科与特诺奇蒂特兰、特拉科潘一起建立了阿兹特克三国同盟，即阿兹特克帝国。内萨瓦尔科约特尔成为了特斯科科的君主。

## 法制
内萨瓦尔科约特尔在位时，推行了严格的法律制度。他曾因自己的四个儿子与他的妃嫔发生性关系而杀死了他们。
他采纳了特诺奇蒂特兰的法律制度，一共颁布了80条法律，其中包括对于叛逆通敌、盗窃、通奸、杀人、同性恋、酗酒、滥用遗产等违法罪行的惩罚。
在被征服而给三国同盟纳贡的城市中，有14座处于他的管制下。

## 宗教信仰
虽然有证据证明内萨瓦尔科约特尔对宗教信仰态度虔诚，但对于需要活人献祭的神明，他的态度偏向于无神论者。在人祭的场所，他会熏香、禁食。他建立了一座神庙，禁止任何人在其中进行人祭活动。在这之外，他并不反对活人献祭。

## 成就
内萨瓦尔科约特尔被视为一位智者以及伟大的诗人，他也因此有了一群崇拜者（主要由哲学家、音乐家以及雕塑家组成）。这群崇拜者被称为“特拉马蒂尼（tlamatini，意为“智者”）”。
他和他的统治造就了特斯科科的黄金时代——法律、学术、艺术的繁荣，以及城市水平的高度发展。当时的特斯科科被史学家洛伦索·波图里尼·贝尔纳杜奇称为“西部世界的雅典”。

## 逝世
据记载，内萨瓦尔科约特尔在1472年6月4日离世。他的儿子内萨瓦尔皮利继承了他的王位，成为下一位特斯科科君主。

## 诗作
作为有名的阿兹特克诗人，内萨瓦尔科约特尔用古典纳瓦特尔语写成的诗，成为他留下的文化遗产之一。
他的诗篇包括（下文为古典纳瓦特尔语题目）：
- In chololiztli
- Ma zan moquetzacan
- Nitlacoya
- Xopan cuicatl
- Ye nonocuiltonohua
- Zan yehuan
- Xon Ahuiyacan

## 引注
1. ↑  Martínez, José. . México: Fondo de Cultura Económica. 1972: 11. ISBN 968-16-0509-8.
2. ↑  Lee, Jongsoo; "A reinterpretation of Nahuatl poetics: Rejecting the image of Nezahualcoyotl as a peaceful poet" in Colonial Latin American Review, December 2003, Vol. 12 Issue 2,